# Cophixalus montanus
Cophixalus montanus es una especie de anfibio anuro del género Cophixalus de la familia Microhylidae.

## Distribución geográfica
Sólo se conoce en las cercanías de Galela, al norte de la isla Halmahera, en el archipiélago de las Molucas (Indonesia), a 670-760m m s. n. m.